# Barrio Somisa
El barrio Somisa es uno de los numerosos barrios que conforman la ciudad de San Nicolás de los Arroyos, Argentina; a 9 km del microcentro. Formó parte de una estratégica decisión tomada en el Plan siderurgico nacional, llevado a cabo durante los dos primeros gobiernos de Juan Domingo Perón, de 1946 a 1955, para instalar a 220 km de Buenos Aires este polo de industria pesada. Físicamente se encuentra en el Partido de San Nicolás mientras que la acería SIDERAR, actualmente privatizada, se encuentra en el Partido de Ramallo, provincia de Buenos Aires.

## Club Somisa
Dentro del mismo barrio se encuentra el Club Somisa. Este club cuenta con numerosas actividades deportivas y con excelentes instalaciones, entre ellas la pileta olímpica (única en la ciudad), canchas de tenis, cancha de básquet principal y auxiliar, cancha de fútbol (la más importante de la zona), cancha de pelota paleta, cancha de paddle, cancha de hockey de material sintético (única en la zona) entre otros. También cuenta con un sector de Náutica, y con una zona de camping.

## Barrio 1
Este subbarrio del barrio Somisa, estuvo preparado para recibir a las familias de los equipos de instalación de la Planta Siderúrgica, estadounidenses afincados en San Nicolás de los Arroyos. 
A partir de 1953 y hasta 1959, fue recibiendo a contingentes de ingenieros estadounidenses con sus respectivas familias y todos los menajes hogareños, importados, incluyendo sus automóviles. La ciudad de San Nicolás en ese entonces no superaba los 23.000 hab. Se recuerda su paso por el más completo "Almacén Mutti Hnos", en De la Nación y 25 de Mayo, con sus empleados chapurreando inglés. 
El "Barrio 1" recibía energía eléctrica de grupos electrógenos a 110 V, que era la tensión domiciliaria en Estados Unidos. Luego se inauguraría, en la acería, su propia central, con una potencia de 40 MW. 
Cuando los grupos técnicos terminaban el plazo de sus contratos, vendían absolutamente todo a los vecinos nicoleños. Así aparecieron los realmente desconocidos y no presentes en el mercado argentino: lavarropas automáticos, heladeras con frízer, cableados y tomacorrientes para 110 V, filmadoras, frazadas eléctricas.

## Iglesia de dos confesiones
Durante la época preconciliar al Concilio Vaticano II, ya existía en la avenida Central del Barrio 4, una capilla para los cultos evangelista y católico.